# Кримінальна справа
Криміна́льна спра́ва:
1. сукупність процесуальних дій, що вчиняються компетентними правоохоронними органами у зв'язку зі вчиненням злочину. У цьому випадку під кримінальною справою розуміється кримінальне провадження щодо конкретної особи (підозрюваного, обвинуваченого, підсудного) або щодо конкретного факту (наприклад, знайдення тіла з ознаками насильницької смерті);
2. матеріали цього кримінального провадження. У цьому випадку під кримінальною справою розуміється уся сукупність документів, як правило на паперових носіях, що зібрані на всіх стадіях певного кримінального провадження (як досудового, так і судового).

Підходи до розуміння поняття кримінальної справи різняться залежно від країни. Так, в Україні за старим КПК (до 20.11.2012 р.) визнавався перший підхід, а за новим — другий.